# Leubsdorf (Lemnitz)
Leubsdorf ist ein Ortsteil der Gemeinde Lemnitz im Saale-Orla-Kreis in Thüringen.

## Geografie
Leubsdorf liegt westlich der Bundesautobahn 9 München–Berlin am Ende der Nordabdachung des Südostthüringer Schiefergebirges beim Übergang in die Orlasenke kurz vor der Anschlussstelle Triptis. Südlich des Dorfes beginnt ein größeres Waldgebiet. Die Gemeinde Lemmnitz liegt nördlich vom Ortsteil Leubsdorf.

## Geschichte
Die urkundliche Ersterwähnung des Ortes erfolgte 1378.
Der Ort war und ist von Land- und Forst- und Fischwirtschaft geprägt. Die Landwirte des Ortes gehörten zu Zeiten der DDR einer
Agrar-Industrie-Vereinigung an. Nach der Wende organisierte man sich neu in der Agrargenossenschaft Drei Eichen e.G. Leubsdorf.
Am Vorplatz des Schlosses vom unteren Rittergut wurde eine Museumsscheune eingerichtet. Zwischenzeitlich gehören beide Dörfer der Verwaltungsgemeinschaft Triptis an.